# Félix José da Costa
Félix José da Costa (Angra, 27 de Fevereiro de 1819 — Angra do Heroísmo, 17 de Janeiro de 1877), também conhecido por Félix José da Costa Júnior, foi um político, publicista e escritor açoriano que se destacou no campo da história local.

## Biografia
Nasceu na cidade de Angra, filho do homónimo Félix José da Costa, funcionário público e político local que mais tarde ganharia relevo na administração autárquica. Conclui os estudos primários e frequentou os estudos disponíveis ao tempo na cidade de Angra, empregando-se muito cedo como ajudante da pagadoria militar da ilha Terceira.
Com queda para a escrita e para a investigação histórica, manteve uma carreira na burocracia governamental, passando a oficial do Governo Civil do Distrito de Angra do Heroísmo, cargo em que se aposentou. Paralelamente, face à escassez de advogados habilitados na ilha, foi advogado da provisão em Angra, exercendo advocacia sem as habilitações tradicionais, habilitado apenas por uma provisão governamental que a isso o autorizava.
Interessou-se pela política local, tendo sido militante destacado do Partido Histórico e depois do Partido Progressista. A sua adesão ao movimento revolucionário setembrista de 1847, e o apoio à Junta Revolucionária que então se instalou em Angra do Heroísmo, levou a que fosse suspenso do emprego público e deportado para a ilha Graciosa. Atingida a acalmia política, regressou à Terceira e foi reintegrado em 1851 no seu emprego no Governo Civil. Foi várias vezes procurador à Junta Geral do Distrito de Angra do Heroísmo e participou em diversas vereações na Câmara Municipal de Angra do Heroísmo.
Contudo, a sua principal actividade pública foi como jornalista, dirigindo e em boa parte redigindo os periódicos ligados ao seu partido político. Foi proprietário e redactor do periódico intitulado O Insulano, mas ganhou grande destaque como coordenador e colaborador de O Angrense, o jornal progressista da cidade e porte-voz das posições de Teotónio de Ornelas Bruges Paim da Câmara, o 1.º conde da Praia e principal líder político distrital. Também deixou colaboração relevante no Boletim Oficial do Distrito Administrativo d'Angra do Heroísmo, na Crónica da Terceira e na Revista Universal de Lisboa, entre outra vasta colaboração dispersa por periódicos dos Açores e de Lisboa.
Foi contudo como metódico investigador da história angrense que merece maior destaque. Para além dos artigos na imprensa periódica, alguns dos quais de temática histórica, foi publicando monografias de história local, nomeadamente biografias e outros textos de evocação do movimento liberal. Algumas destas monografias contêm informação de grande importância sobre múltiplos aspectos da vida local e das instituições terceirenses. 
Foi agraciado com as comendas da Ordem de Cristo, da Ordem de Nossa Senhora da Conceição e da Ordem de Santiago. Foi ainda condecorado com a medalha de D. Pedro e de D. Maria. Foi sócio honorário da Academia Filomática do Rio de Janeiro e de outras instituições literárias.

## Obras publicadas
- O Triunfo da Causa da Liberdade. Angra, Imp. da Prefeitura, 1834;
- Memória histórica do horrível terramoto que destruiu a vila da Praia da ilha Terceira em 15 de Junho de 1841. Angra do Heroísmo, Imp. da Administração Geral, 1841;
- Noticia biographica de Francisco d'Ornellas da Câmara Paim. Angra do Heroísmo, Tip. do Angrense, 1842;
- Memória biográfica do terceirense João de Ávila. Angra do Heroísmo, Typ. do Angrense, 1844;
- Memória estatística e histórica da ilha Graciosa. Angra do Heroísmo, Imp. de Joaquim José Soares, 1845;
- Memória sôbre a Antiga Academia Militar da Ilha Terceira. Angra do Heroísmo, 1847;
- Noticiário da honrosa visita de Sua Alteza Sereníssima o sr. Infante D. Luis à ilha Terceira. Angra do Heroísmo, Typ. de M. J. P. Leal, 1858;
- Angra do Heroísmo, Ilha Terceira, Açores, Os seus títulos, edifícios e estabelecimentos públicos. Angra do Heroísmo, Tip. do Governo Civil, 1867;
- Tributo à memória do Conde da Praia da Vitória. Ponta Delgada, Typ. da Gazeta do Povo, 1870.
- Viagem D’el-rei de Portugal o Senhor D. Pedro V às principais cortes da Europa nos anos de 1854 e 1856;
- Colecção dos escritos administrativos e literários do conselheiro José Silvestre, quando governador civil de Angra.